# Muscari longistylum
Muscari longistylum là một loài thực vật có hoa trong họ Măng tây. Loài này được (Täckh. & Boulos) Hosni mô tả khoa học đầu tiên năm 1988.